# Where It All Begins
| Recensione                        | Giudizio        |
| --------------------------------- | --------------- |
| AllMusic                          | [ 1 ]           |
| The New Rolling Stone Album Guide | [ 2 ]           |
| Sputnikmusic                      | 4.0 (Excellent) |
| Piero Scaruffi                    | [ 4 ]           |
| Ondarock                          | [ 5 ]           |
| Dizionario del Pop-Rock           | [ 6 ]           |
| 24.000 dischi                     | [ 7 ]           |
| The Music Box                     | [ 8 ]           |

Where It All Begins è un album discografico in studio del gruppo musicale statunitense The Allman Brothers Band, pubblicato nel maggio del 1994.

## Tracce
1. All Night Train – 4:04 (Gregg Allman, Warren Haynes, Chuck Leavell)
2. Sailin' 'Cross the Devil's Sea – 4:57 (Gregg Allman, Warren Haynes, Jack Pearson, Allen Woody)
3. Back Where It All Begins – 9:12 (Dickey Betts)
4. Soulshine – 6:44 (Warren Haynes)
5. No One to Run With – 6:00 (Dickey Betts, John Prestia)
6. Change My Way of Living – 6:15 (Dickey Betts)
7. Mean Woman Blues – 5:01 (Dickey Betts)
8. Everybody's Got a Mountain to Climb – 4:01 (Dickey Betts)
9. What's Done Is Done – 4:09 (Gregg Allman, Allen Woody)
10. Temptation Is a Gun – 5:38 (Gregg Allman, Jonathan Cain, Neal Schon)

## Musicisti
- Gregg Allman - organo Hammond B-3, pianoforte, voce solista
- Dickey Betts - chitarra solista, chitarra ritmica, chitarra acustica, voce solista
- Warren Haynes - chitarra solista, chitarra ritmica, chitarra slide, voce solista, accompagnamento vocale-cori
- Allen Woody - basso, basso fretless, basso a 6 corde, accompagnamento vocale-cori
- Jaimoe (Jai Johanny Johanson) - batteria, percussioni, accompagnamento vocale-cori
- Butch Trucks - batteria, percussioni, accompagnamento vocale-cori
- Marc Quinones - congas, percussioni

Note aggiuntive
- Tom Dowd - produttore
- Registrazioni effettuate al BR Ranch Studios di Jupiter, Florida ed al Telstar Recording Studio di Sarasota, Florida
- Jay Mark - ingegnere delle registrazioni e del mixaggio
- Bud Snyder - ingegnere delle registrazioni (al Telstar Recording Studio)
- Andrew Morris - secondo ingegnere delle registrazioni (al Telstar Recording Studio)
- Mixaggi effettuati al Criteria Recording Studios di Miami, Florida
- Ioannis - art direction, dipinto copertina
- Stephen Jacaruso - design album
- Kirk West - fotografia (foto della band)
- Heidi Coyle - foto texture[10]